# Syzygium fibrosum
Syzygium fibrosum är en myrtenväxtart som först beskrevs av Frederick Manson Bailey, och fick sitt nu gällande namn av Thomas Gordon Hartley och Lily May Perry. Syzygium fibrosum ingår i släktet Syzygium och familjen myrtenväxter. Inga underarter finns listade i Catalogue of Life.